# Телеграм
Телеграм (на английски: Telegram) е облачно-базирано мобилно и настолно приложение за незабавни съобщения с версии за Android, iOS, Microsoft Windows, macOS, Linux и различни уеб браузъри с междуплатформена оперативна съвместимост и фокус върху поверителността.
Телеграм е безплатен за сваляне и използване и предоставя изцяло документиран и безплатен приложно-програмен интерфейс за разработчици, приложения с отворен код и проверими компилации. Възрастовото ограничение за Телеграм в Google Play и App Store е за лица над 17 години.
Потребителите на приложението имат възможност да създават и участват в групови чатове с до 200 000 членове, да споделяте видеоклипове, документи от всякакъв тип с размер до 2 гигабайта, както и да настройват ботове за автоматизирано изпълнение на конкретни задачи. Съобщенията в чатовете и групите, както и медийните файлове, се криптират с помощта на комбинация от 256-битово симетрично AES криптиране, 2048-битово RSA криптиране и защитен обмен на ключове на Diffie-Hellman.
Към март 2022 г. Телеграм има над 500 млн. активни месечни потребители, а според профилната страница на приложението в Google Play, само версията за Android е инсталирана повече от 1 000 000 000 пъти. Поддържа близо 20 езика, в т.ч. арабски, беларуски, каталонски, индонезийски, корейски, малайски, персийски, руски, украински и узбекски, и режим на т.нар. „тайни чатове“. Съобщенията, изпращани в този режим, включително снимки, видеоклипове и файлове, могат да бъдат програмирани така, че да се самоунищожават автоматично от двете участващи устройства.
Наименованието на дружеството, което притежава Телеграм, e Telegram Messenger FZ-LLC (от Limited Liability Company или дружество с ограничена отговорност). Компанията е основана през август 2013 година от братята Николай Дуров и Павел Дуров – основателят на руската социално-медийна платформа ВКонтакте. Дуров е и изпълнителен директор на компанията, чието седалището се намира в Дубай.
През 2018 г. Телеграм е забранен в Русия, след като Павел Дуров отказва да предостави на властите достъп до потребителските данни, събирани чрез приложението. Тъй като ограниченията, които включват блокиране на IP адреси, са лесни за заобикаляне, услугата продължава да се използва. Забраната е отменена в средата на 2020 г.
По данни на Apptopia Телеграм е петото на сваляно приложение за 2021 г. в световен мащаб (след ТикТок, Инстаграм, Фейсбук и WhatsApp) с 329 млн. изтегляния през годината. За сравнение, през 2020 г. Телеграм заема осмо място с 256 млн. сваляния, което свидетелства за нарастване на интереса към него като контрапункт на тенденцията при повечето останали конкурентни приложения в същия сегмент.
Според SimilarWeb Телеграм е сред петте най-популярни приложения за незабавни съобщения към ноември 2021 г., наред с WhatsApp, Messenger на Meta Platforms, Viber и Line. Телеграм се използва средно от около 30% от потребителите на такива приложения в трите държави, в които има най-голямо разпространение (в сравнение с останалите приложения за незабавни съобщения). Начело по този показател е Русия с 36% и отново в Русия Телеграм има най-много уникални инсталации в периода между януари и март 2021 г.
През 2021 г. Телеграм набира повече от един милиард долара чрез продажбата на облигации на инвеститори, $150 милиона от които идват от Mubadala и Abu Dhabi Catalyst Partners чрез продажбата на предварително публично предлагане на 5-годишни конвертируеми облигации. Дуров обяснява, че „това ще позволи на Телеграм да продължи да расте в световен мащаб, като същевременно се придържа към своите ценности и остава независим“, както и да бъде приложена стратегията му за монетизация.
През март 2022 г. Телеграм е в топ 20 на най-сваляните безплатни приложение в Google Play, непосредствено след Messenger на Meta Platforms и с около 20 позиции пред Дискорд. В началото на месеца Дуров казва, че обмисля спирането на услугата в Русия и Украйна за периода, в който двете държави са във война, тъй като не иска Телеграм да се използва „като инструмент, който изостря конфликти и подбужда етническа омраза“. Няколко часа по-късно Дуров се отказва от решението си в отговор на множеството искания на потребители, за които Телеграм е единствен източник на информация. Същевременно той препоръчва на използващите приложението да проверяват и да не се доверяват на данните, на които се натъкват чрез него в този период, поради широкото разпространение на непроверени и подвеждащи твърдения.
Докато конкурентното на Телеграм приложение Signal отбеляза по-голям скок в потребителите след руската инвазия, Телеграм се утвърждава като официалната комуникационна платформа на правителството в Украйна, чрез която публичните власти в страната разпространяват актуална информация за събитията от деня и предупреждават гражданите за предстоящи удари. Данните, публикувани от компанията за киберсигурност Check Point в началото на март, показват шесткратно увеличение на групите в Телеграм на военни теми в деня на нахлуването на Русия в Украйна.
В дните след нахлуването на Русия в Украйна украинският президент Володимир Зеленски използва своя канал в Телеграм, за да изпрати видеосъобщение от центъра на столицата Киев, призовавайки нацията да се обедини и да устои на руската атака, като същевременно опровергава разпространяваните неверни твърдения за капитулация и евакуация.
Телеграм е предпочитана платформа и от президента на Бразилия Жаир Болсонаро и неговите поддръжници, които разчитат на приложението, тъй като по-големите технологични компании като Meta Platforms (WhatsApp), Alphabet Inc (Google) и Twitter се придържат към разпорежданията на Върховния съд за премахване на профили, за които е установено, че разпространяват дезинформация. Самият Болсонаро и хора от обкръжението му са разследвани за разпространение на такова съдържание.
През март 2022 г. Върховният съд на Бразилия разпорежда спирането на Телеграм в страната. Според решението на съдия Мораес рестриктивната мярка е необходима, тъй като компанията многократно е отказвала да изпълнява съдебни разпореждания за блокиране на профили, разпространяващи дезинформация. От Apple и Google се изисква да блокират Телеграм за бразилските потребители. Публичен коментар на решението Дуров прави чрез публикация в своя канал в Телеграм, извинявайки се от името на екипа си на Върховния съд на Бразилия за проявената "небрежност. Определено можехме да свършим по-добра работа“.
През юни 2022 г. броят на активните месечни потребители на Телеграм надхвърля 700 млн. Този растеж, казва се в публикация в блога на Телеграм, се дължи единствено на лични препоръки, тъй като приложението не се популяризира чрез платена реклама. На 21 юни е пусната за пръв път платена версия на приложението – абонаментната услуга Telegram Premium, която дава достъп на потребителите до някои допълнителни функции. От компанията разясняват, че постъпленията от абонатите ще помогнат за подобряване и разширяване на приложението „за десетилетия напред“, но Телеграм „ще остане свободен, независим и ще поддържа ценностите си, поставящи потребителя на първо място, предефинирайки как трябва да работи една технологична компания“.